# Silvanus lateritus
Silvanus lateritus é uma espécie de insetos coleópteros polífagos pertencente à família Silvanidae.
A autoridade científica da espécie é Broun, tendo sido descrita no ano de 1880.
Trata-se de uma espécie presente no território português.